# Szihathor
Szihathor (uralkodói nevén Menuadzsré) az ókori egyiptomi XIII. dinasztia egyik kevéssé ismert uralkodója. Rövid ideig ült a trónon, valószínűleg csak pár hónapig, társuralkodóként testvére, I. Noferhotep mellett. Kim Ryholt szerint i. e. 1733-ban halt meg, Detlef Franke szerint rövid uralkodására i. e. 1694 körül került sor. Feltehetőleg hamarabb meghalt, mint I. Noferhotep, akit így egy harmadik fivérük, IV. Szobekhotep követett a trónon. Sírja valószínűleg az a befejezetlen sír, ami testvéreié, az abüdoszi S9 és S10 közt található.

## Említései
Ryholt legutóbbi olvasata szerint Szihathor a 7. oszlop 26. sorában szerepel a torinói királylistán (Alan Gardiner olvasata szerint a 6. oszlop 26. sorában). Az elephantinéi Hekaib-szentélyben talált két szobron említik a nevét, itt „a király fia” címet viseli, ami csak tiszteletbeli cím és arra utal, hogy fivére király lett (mivel apjuk nem volt az). Két sziklafelirat (Philae-ben és a Szehel-szigeten) is említi, I. Noferhotep testvéreként. Ryholt és Stephen Quirke szerint Szihathort említi – már uralkodóként – egy szteatit pecséthenger, amely ma a Petrie Múzeumban található (UC1157), és egy ismeretlen helyről előkerült gyöngy, ma a Brooklyni Múzeumban. Ismert pár további pecsét is, ami említi a Szihathor nevet, de Ryholt szerint ezeknél egy másik Szihathorról lehet szó. Vivian Davies rámutat, hogy létezik egy szobor, amely már Szihathor halála után készült, ennek ellenére csak „a király fia” címet viseli rajta.

## Családja

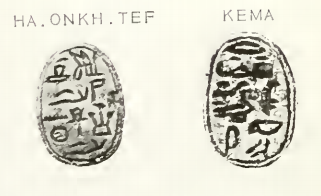
Szihathor apja, Haanhef és unokahúga, Kemi szkarabeusza

Szihathor családja azokról a sziklafeliratokról ismert, amelyeket fivére, Noferhotep készíttetett Philae-ben és Szehel szigetén. Apja neve Haanhef volt, anyjáé Kemi, testvérei Noferhotep és Szobekhotep.
Talán volt egy Szobekhotep nevű fia; egy szkarabeusz említi egy Szihathor nevű herceg fiát, Szobekhotepet.

## Sírja
A Pennsylvaniai Egyetem Josef W. Wegner vezetésével ásatásokat folytatott III. Szenuszert abüdoszi sírjában és az azt körülvevő nekropoliszban, amelyben a második átmeneti korra és az azt megelőző időszakra, a középbirodalom végére tehető királyi sírokat találtak. Két nagyméretű sírról, az S9 és az S10 sírokról erősen valószínű, hogy Szihathor testvéreié, I. Noferhotepé és IV. Szobekhotepé. A környező sírokban talált leletek bizonyítják, hogy az S10 sírba egy Szobekhotep nevű királyt temettek, aki a sír mérete, datálása és elhelyezkedése alapján IV. Szobekhotep kell, hogy legyen. Ennek alapján az S9 nagy valószínűséggel Noferhotepé. Ez az azonosítás kulcsfontosságú Szihathor sírja azonosításában. Wegner befejezetlen királysírt talált az S9-től keletre, az S10-től északkeletre; a sír elhelyezkedése erősen arra utal, hogy Noferhotep kijelölt örököse, Szihathor számára kezdték építeni. Úgy tűnt, a sír kialakítását tulajdonosa halálakor félbehagyták, és a hatalmas gránitszarkofágot később, a második átmeneti kor kaotikus éveiben használták fel.

## Fordítás
- Ez a szócikk részben vagy egészben  a   Sihathor című angol Wikipédia-szócikk ezen változatának fordításán alapul.  Az eredeti cikk szerkesztőit annak laptörténete sorolja fel. Ez a jelzés csupán a megfogalmazás eredetét és a szerzői jogokat jelzi, nem szolgál a cikkben szereplő információk forrásmegjelöléseként.